# Îlot Maître
Îlot Maître ist eine Koralleninsel im französischen Überseegebiet Neukaledonien. Sie liegt 4,4 km südwestlich der Nouméa-Halbinsel in einem Meeresschutzgebiet und beherbergt eine Kapelle sowie die erste teilweise auf Stelzen im Meer erbaute Hotelanlage Neukaledoniens. Sie ist ein beliebtes Ziel von Kitesurfern.

## Geschichte
Die Insel wurde 1854 von dem französischen Seefahrer Tardy de Montravel entdeckt und nach seinem Schiffsoffizier Adolphe Maître benannt, mit dem er auf der Korvette La Constantine zwei Jahre zuvor aufgebrochen war, um den Pazifik zu erkunden. 1902 siedelte sich der korsische Einwanderer Auguste Maestracci auf der Insel an, die er für 100 Jahre pachtete. Er errichtete darauf ein kleines Haus und weitere Gebäude. Der Siedler und sein Gehilfe verschwanden jedoch 1912 spurlos bei einer Bootsfahrt. Im Jahr 1983 wurden ein Hotel und eine Hochzeitskapelle errichtet. Die 64 Bungalows der Hotelanlage wurden 2021 von der Hilton-Gruppe übernommen und renoviert. Im Dezember 2023 legte eine Naturschutzorganisation einen 1000 m langen pädagogischen Lehrpfad mit fünfzehn Stationen und zahlreichen Informationstafeln an.

## Flora und Fauna
Die Küstenvegetation besteht vorwiegend aus Sträuchern der Art Pemphis acidula. In der Inselmitte setzt sich der Trockenwald aus einem Mosaik von Araukarien, Hundsgiftgewächse, Silbriger Harfenstrauch (Plectranthus argentatus) und Guettarda speciosa zusammen. Zu den vorkommenden Vogelarten gehören u. a. Dickköpfe, Fischadler, Eisvogel, Silberkopfmöwe und Keilschwanz-Sturmtaucher (Ardenna pacifica). Die Insel wird von einer Großkopfschildkrötenart zur Reproduktion genutzt, das Meeresschutzgebiet beherbergt u. a. die Seeschlange Laticauda colubrina und den Dugong. Gelegentlich werden auch Haie gesichtet. Im Februar 2021 wurde ein Badegast von einem Tigerhai tödlich angegriffen, woraufhin einige Tage später als Sicherheitsmaßnahme acht Exemplare um die Insel herum gefangen und eliminiert wurden. Diese Maßnahmen wurden auch in den Folgejahren fortgesetzt, bis sie im September 2023 von einem Verwaltungsgericht untersagt wurden.